# 전의초등학교
전의초등학교는 대한민국 세종특별자치시가 교육기본법에 따라 설치한 초등학교이다.

## 학교 연혁
- 1909.04.15 사립 전의대동학교 설립
- 1912.11.08 전의공립보통학교 2년제 2학급 인가
- 1938.04.01 전의명륜공립심상소학교로 개칭
- 1941.04.01 전의명륜공립국민학교로 개칭
- 1950.09.01 전의국민학교로 개정
- 1981.03.02 병설유치원 개원
- 1994.03.01 삼기, 송성국민학교 통. 폐합
- 1996.03.01 전의초등학교로 개칭
- 1999.03.01 달성초등학교 통폐합
- 2008.03.01 :충청남도교육청 방과후학교 시범학교 지정
- 2012.03.01 :충청남도교육청 교원능력개발평가 시범학교 지정
- 2012.08.15 :전의초등학교 개교 103주년, 졸업 100회 기념 총동창회 개최
- 2012.09.01 :세종특별자치시교육청
- 2013.02.14 :제100회 졸업식(졸업생 55명, 총 10,596)
- 2013.03.25 :인성교육실천 언어문화 개선 선도학교 지정
- 2013.10.23 :세종 10대 교육과정 우수학교 선정
- 2014.03.01 ~ 2016.02.29 :교육부 요청 초등 돌봄교실 연구학교 운영
- 2015.03.01 :문화체육관광부 선정 예술꽃씨앗학교 운영
- 2018.01.17 :제105회 졸업식(졸업생38명, 총 10.792명)
- 2018.03.02 :2018학년도 입학식 및 시업식(총12학급, 입학생22명)

## 통학구역
- 전의면 : 읍내1~4리, 동교1~4리, 신정1~2리, 노곡리, 유천1리, 유천2리(단, 1반․2반 천안 행정초와 공동학구), 원성리, 신흥리, 서정1~2리, 신방1~2리, 관정1~3리, 금사리, 영당리, 달전1~2리, 양곡1~2리, 다방1~2리
- 전동면 : 미곡1~2리, 송성1~3리
- 소정면 : 고등1~2리[3]

## 참고 자료
- 전의초등학교 - 한국교육학술정보원 학교알리미